# Zhang Libin
Zhang Libin (Yiwu, agosto de 1955) é um roboticista chinês. É atualmente presidente da Zhejiang University of Technology.